# Тебенякское
Тебенякское — деревня в Белозерском районе Курганской области. Входит в состав Боровлянского сельсовета.

## История
До 1917 года входила в состав Тебенякской волости Курганского уезда Тобольской губернии. По данным на 1926 год село Тебенякское состояло из 131 хозяйств. В административном отношении центр Тебенякского сельсовета Белозерского района Курганского округа Уральской области.

## Население
| 1912 | 1926 | 1989 | 2002 | 2010 |
| ---- | ---- | ---- | ---- | ---- |
| 499  | ↗587 | ↘78  | ↘52  | ↘22  |

По данным переписи 1926 года в селе проживало 587 человек (267 мужчин и 320 женщин), в том числе: русские составляли 100 % населения.